# Cypryjscy posłowie do Parlamentu Europejskiego 2009–2014
Cypryjscy posłowie VII kadencji do Parlamentu Europejskiego zostali wybrani w wyborach przeprowadzonych 6 czerwca 2009.

## Lista posłów
Wybrani z listy Zgromadzenia Demokratycznego
- Andreas Pitsilidis, poseł do PE od 4 marca 2013
- Eleni Teocharus

Wybrani z listy Postępowej Partii Ludzi Pracy
- Takis Chadzijeorjiu
- Kiriakos Triandafilidis

Wybrana z listy Partii Demokratycznej
- Andigoni Papadopulu

Wybrany z listy Ruchu na rzecz Socjaldemokracji
- Sofoklis Sofokleus, poseł do PE od 1 września 2012

Byli posłowie VII kadencji do PE
- Joanis Kasulidis (wybrany z listy Zgromadzenia Demokratycznego), do 28 lutego 2013
- Kiriakos Mawronikolas (wybrany z listy Ruchu na rzecz Socjaldemokracji), do 31 sierpnia 2012